# تيودور فون هيلدريش
تيودور فون هيلدريش (بالألمانية: Theodor von Heldreich) (1822-1902)عالم نبات ألماني.